# Orthodoxe Kirche der Tschechischen Länder und der Slowakei

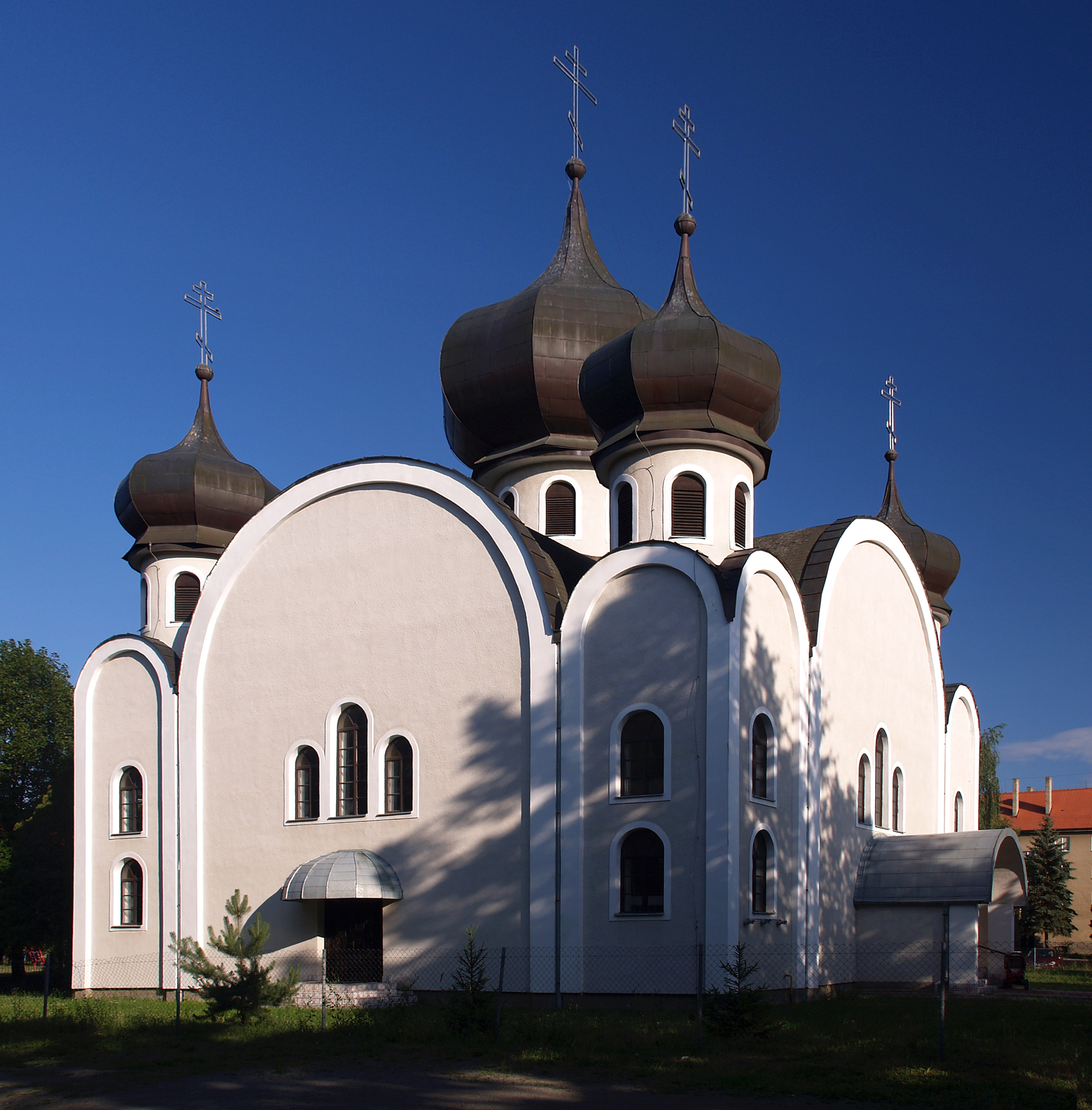
Kirche der Heiligen Kyrill und Method in Humenné

Die Orthodoxe Kirche der Tschechischen Länder und der Slowakei (tschechisch: Pravoslavná církev v Českých zemích a na Slovensku; slowakisch: Pravoslávna cirkev v českých krajinách a na Slovensku, auch Tschechisch-Slowakisch-Orthodoxe Kirche) ist eine autokephale orthodoxe Kirche des byzantinischen Ritus auf dem Gebiet Tschechiens und der Slowakei.
Sie entstand 1993 aus der bisherigen „Orthodoxen Kirche der Tschechoslowakei“ (tschechisch: Pravoslavná církev v Československu, slowakisch: Pravoslávna cirkev v Československu, auch Tschechoslowakisch-Orthodoxe-Kirche).

## Gegenwart
Die Kirche hat heute etwa 75.000 Gläubige, von denen 23.000 in Tschechien, 51.000 in der Slowakei leben. Sie ist in vier Eparchien gegliedert; in Tschechien liegen
- Eparchie Prag
- Eparchie Olomouc-Brno

in der Slowakei liegen
- Eparchie Prešov
- Eparchie Michalovce-Košice

Das Kirchenoberhaupt hat den Rang eines Metropoliten und kann seinen Sitz entweder in Prag oder in Prešov haben. Die vier Bischöfe bilden gemeinsam den Heiligen Synod, das höchste kanonische Organ der Kirche. Sie hat 170 Priester in 242 Gemeinden, betreibt acht Klöster und eine Oberschule. Die Priester werden an der orthodoxen theologischen Fakultät von Prešov und an einem Studienzentrum in Olomouc ausgebildet.

## Entstehung und Geschichte
Nach der gewaltsamen Verdrängung der Slawenmission Kyrills und Methods im 9. Jahrhundert fiel das Gebiet der heutigen Staaten Tschechien und Slowakei nach dem Schisma von 1054 in die Jurisdiktion der Römisch-Katholischen Kirche. Unzufriedenheit mit der engen Verbindung der römisch-katholischen Kirche zum Haus Habsburg und der Habsburgermonarchie sowie den Entscheidungen des I. Vatikanischen Konzils zur päpstlichen Unfehlbarkeit und Universaljurisdiktion führte zu einem langsamen Anstieg von Konversionen zum orthodoxen Glauben. Die orthodoxen Gläubigen in Böhmen und Mähren unterstellten ihre Gemeinden der serbisch-orthodoxen Kirchenhierarchie.
Die meisten orthodoxen Gläubigen auf dem Gebiet der 1919 gegründeten Tschechoslowakei lebten in der Karpatenukraine. Sie unterstanden der Diözese Mukačevo bis zu deren zwangsweiser Vereinigung mit der römischen Kirche, anschließend wurden sie von serbisch-orthodoxen Bistümern in Ungarn betreut. Nach der Gründung der Tschechoslowakei wurde für sie die serbisch-orthodoxe Eparchie von Mukačevo und Prešov ins Leben gerufen.
Im tschechischen Teil des neuen Staates formierte sich derweil eine Bewegung zur Gründung einer tschechoslowakischen Nationalkirche. Diese spaltete sich in einen theologisch liberalen Flügel um Karel Farský, aus dem die Tschechoslowakische Hussitische Kirche hervorging, und einen Flügel um Matěj Pavlík, der sich zur Serbisch-Orthodoxen Kirche orientierte. Pavlik wurde am 24. September 1921 unter dem Namen Gorazd als Bischof der serbisch-orthodoxen Kirche geweiht. 1931 hatte die nunmehr aus einer tschechischen und einer ruthenischen Eparchie bestehende Kirche 145 000 Gläubige, davon 120 000 in der Karpatenukraine.

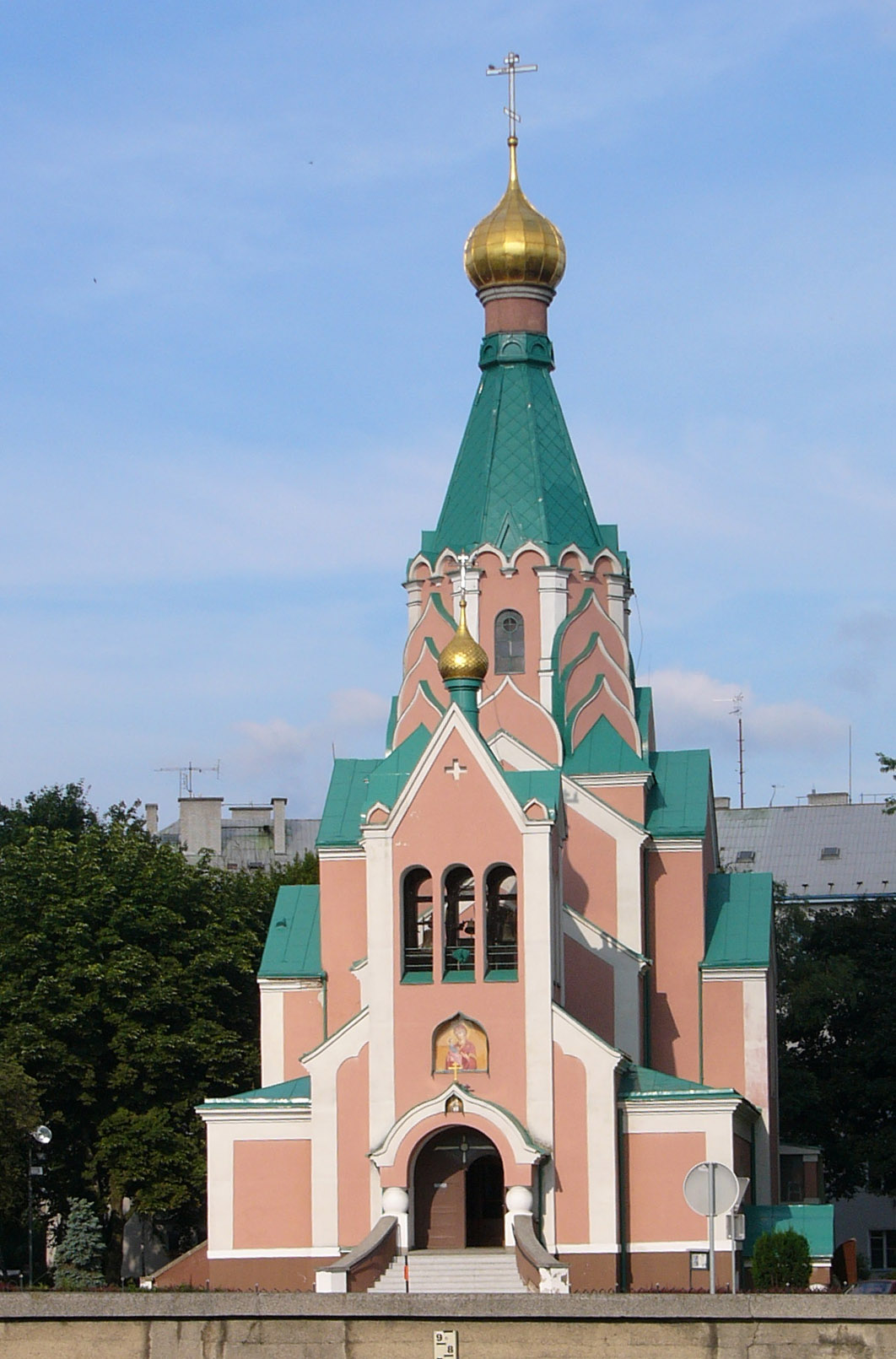
Kirche des Heiligen Gorazd in Olmütz

1942 gewährte Gorazd den Attentätern Reinhard Heydrichs Zuflucht in der Krypta der Prager Kirche St. Cyrill und Method. Nach der Entdeckung des Verstecks wurde Gorazd von der Gestapo verhaftet, gefoltert und am 4. September 1942 durch ein Exekutionskommando hingerichtet. Die orthodoxe Kirche wurde verboten, ihr Vermögen vom nationalsozialistischen Deutschen Reich beschlagnahmt, sämtliche Geistliche zur Zwangsarbeit verschleppt.
Nach dem Krieg wurde die Kirche zwar wieder erlaubt, der Großteil ihrer Gläubigen in der Karpatenukraine wurde aber an die UdSSR angeschlossen und der Russisch-Orthodoxen Kirche unterstellt. Die in der Slowakei verbliebenen Gemeinden der Eparchie Prešov-Mukačevo sowie die Gemeinden in Böhmen und Mähren ersuchten nun ebenfalls um Unterstellung unter das Patriarchat von Moskau, die am 14. Januar 1946 vollzogen wurde. 1951 gewährte das Patriarchat von Moskau der damals tschechoslowakischen orthodoxen Kirche auf deren Ersuchen die Autokephalie, die vom Ökumenischen Patriarchen in Konstantinopel erst 1998 anerkannt wurde. Den größten zahlenmäßigen Zuwachs erhielt die tschechoslowakisch orthodoxe Kirche in den 1950er Jahren durch das Verbot der griechisch-katholischen Kirche und die Zwangseingliederung in die orthodoxe Kirche von Seiten der kommunistischen Machthaber. Nach Aufhebung des Verbots kehrten zwar die meisten Gläubigen zur griechisch-katholischen Kirche zurück, ein Teil verblieb jedoch in der Obhut der orthodoxen Kirche. Nach der Teilung der Tschechoslowakei blieb die orthodoxe Kirche vereint.

## Metropoliten
- Eleuterius (1951–1955)
- Ján (1956–1964)
- Dorotej (1964–1999)
- Nikolaj (2000–2006)
- Kryštof (2006–2013)
- Rastislav (seit 2014)

## Heilige und Märtyrer
- Bischof Gorazd wurde 1961 von der Synode der Serbisch-orthodoxen Kirche unter die heiligen Neomärtyrer des 20. Jahrhunderts aufgenommen. Am 6. September 1987 sprach ihn die tschechoslowakische orthodoxe Kirche heilig.
- 1994 wurde Rastislav, ein Unterstützer Kyrills und Methods in Mähren, kanonisiert.